# Jagare

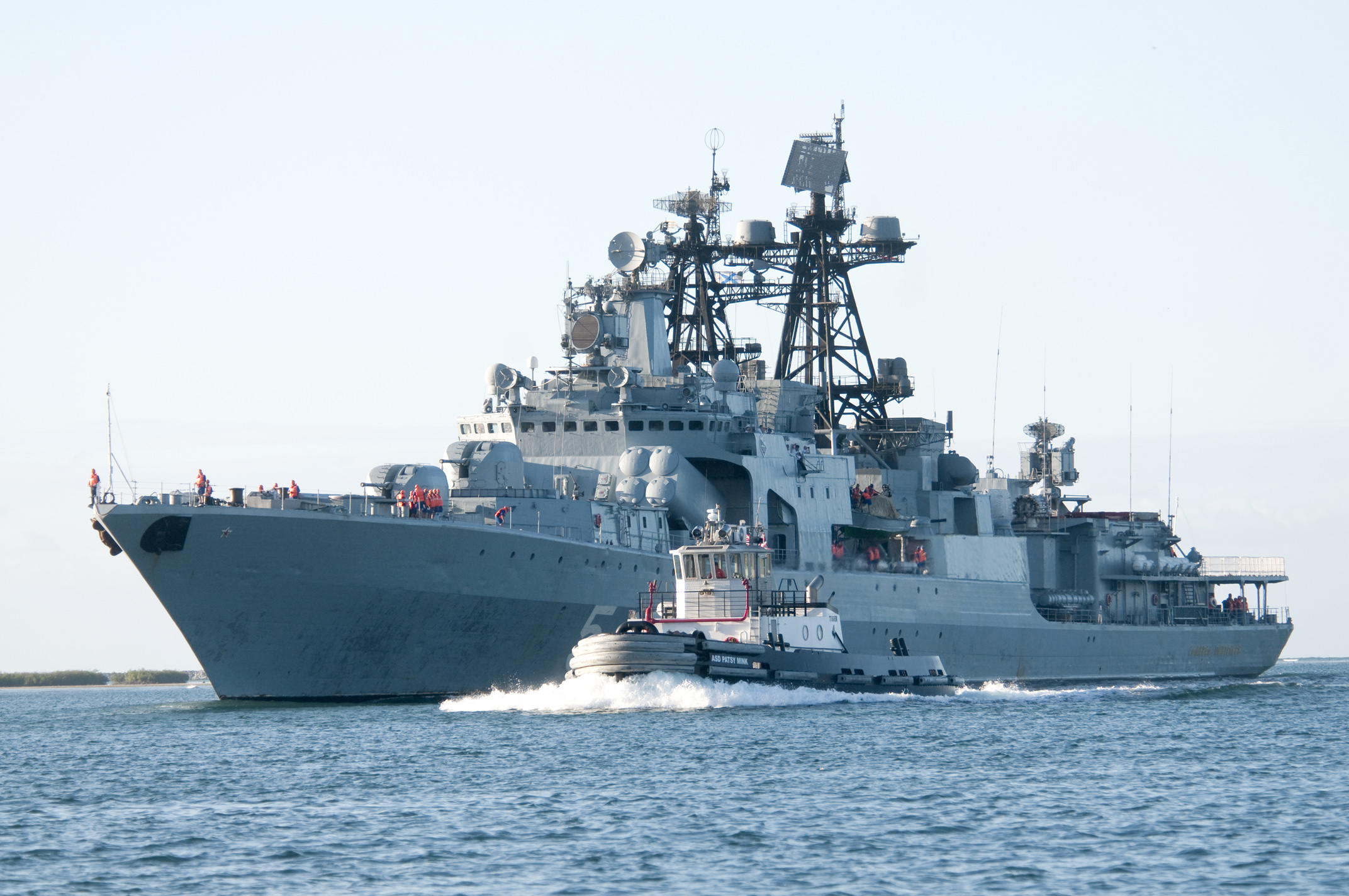
Den ryska jagaren RFS Admiral Pantelejev.

Jagare är en typ av örlogsfartyg/krigsfartyg, utvecklad i början av 1900-talet. En jagare är snabb, förhållandevis stor och är mycket kraftigt beväpnad.

## Historik och karaktär
Ursprungligen var jagarens uppgift att skydda slagskeppen mot torpedbåtar (när den fartygstypen var ny runt år 1900), och den kallades därför ursprungligen för torpedbåtsjagare. Jagarens huvudvapen var från början 6-8 57 mm kanoner, de kunde göra omkring 30 knop och var därmed torpedbåtarna överlägsna i hastighet, beväpning och framkomlighet. Ganska snart började jagarna även utrustas med torpeder, från början oftast endast ett par torpedtuber men senare ända upp till 12. Jagarna ökade senare även i storlek, från ett deplacement av 400-500 ton till 1.000-1.500 ton, och artilleriet blev grövre, ofta omkring fyra 10–13 cm. kanoner.
På 1930-talet började vissa flottor utrustas med större jagare, så kallade flottiljledare med deplacement på över 2.000 ton och 5–6 12–14 cm. kanoner.
På moderna jagare har torpederna kompletterats med eller ersatts av robotar. Under och före andra världskriget användes jagare främst till patrulltjänst, eskorttjänst och ubåtsjakt. De bestyckades därför ofta med utrustning för ubåtsbekämpning såsom sonar och sjunkbomber.
Den sista svenska jagaren var HMS Halland, som utrangerades 1987.

## Storlek
Deplacementet på jagare har ökat med tiden. De första jagarna låg på cirka 250 ton, medan dagens jagare är lika tunga som en kryssare var under andra världskriget. I allmänhet är jagare de tyngsta ytfartygen i tjänst, med undantag av hangarfartygen och några stora robotkryssare som är i tjänst i de ryska och amerikanska flottorna.

## Bilder

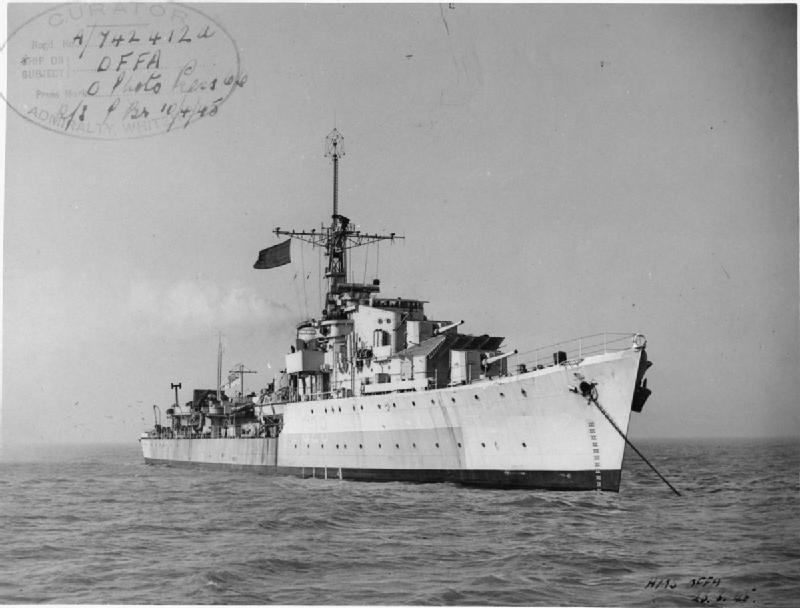
Den brittiska jagaren HMS Offa.
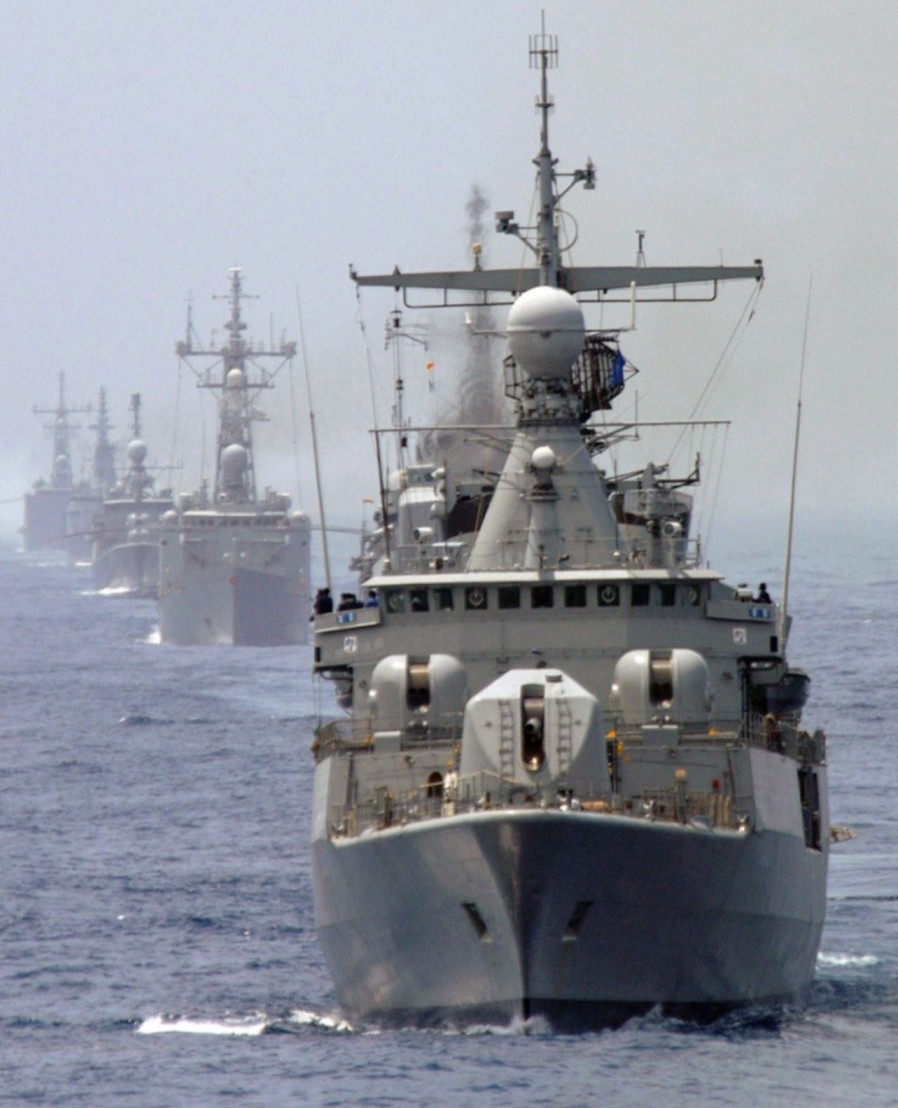
Argentinsk jagare, ARA Almirante Brown, vaktar den irakiska kusten under Gulfkriget.
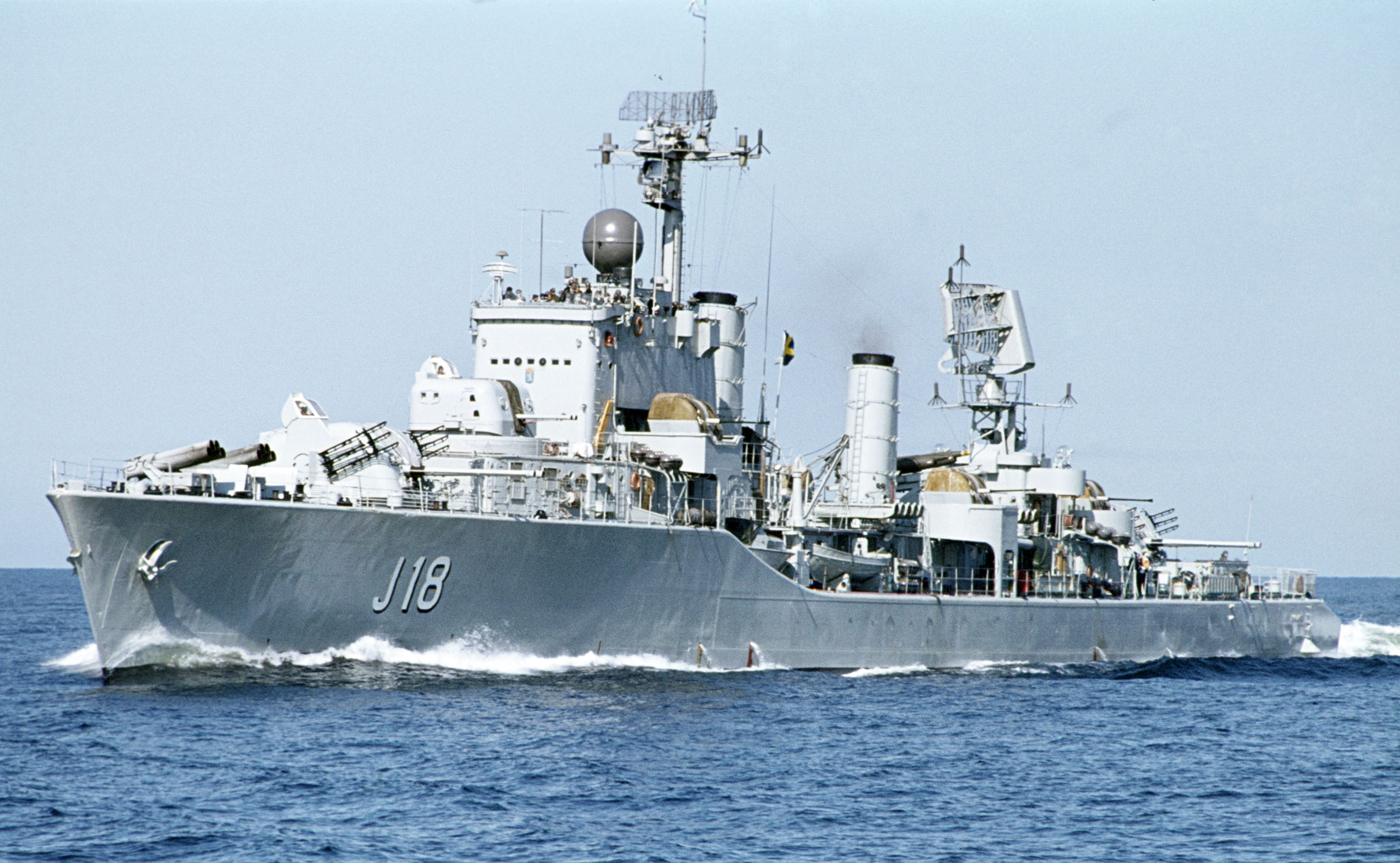
Den svenska jagaren Halland.
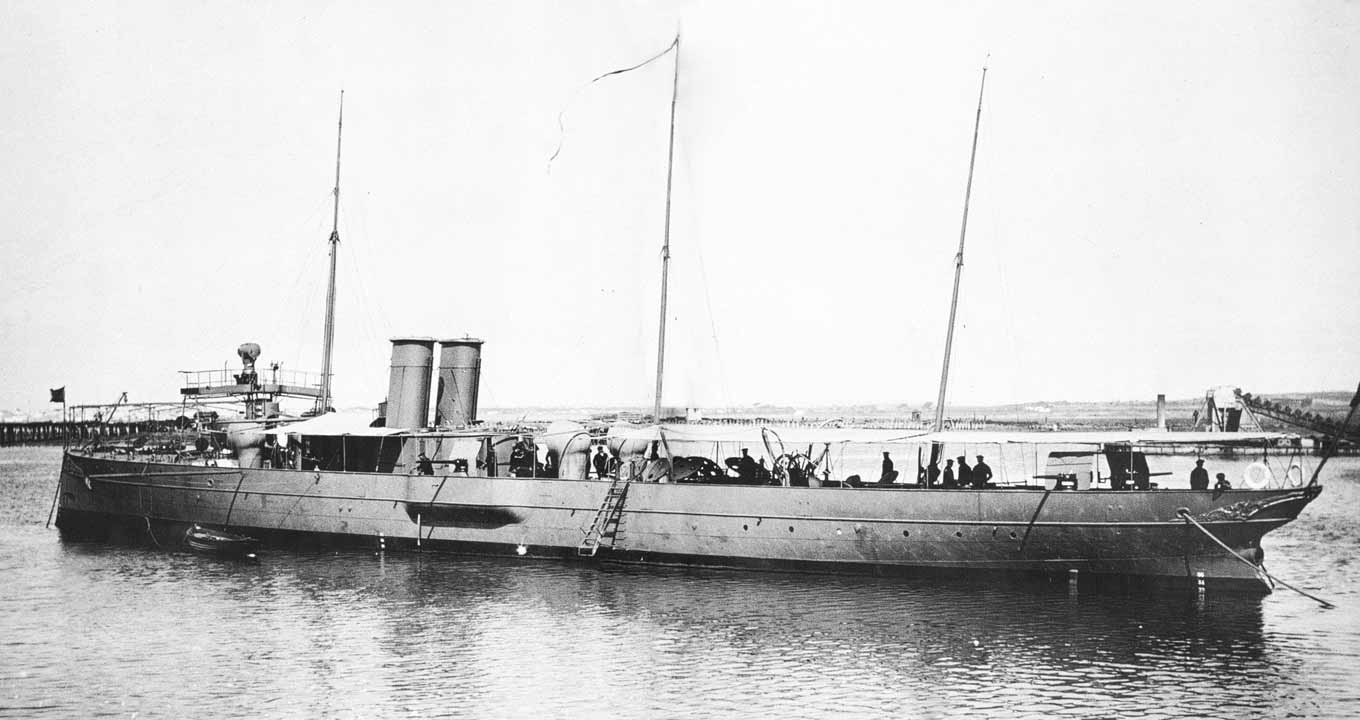
Den spanska jagaren Destructor (1886).
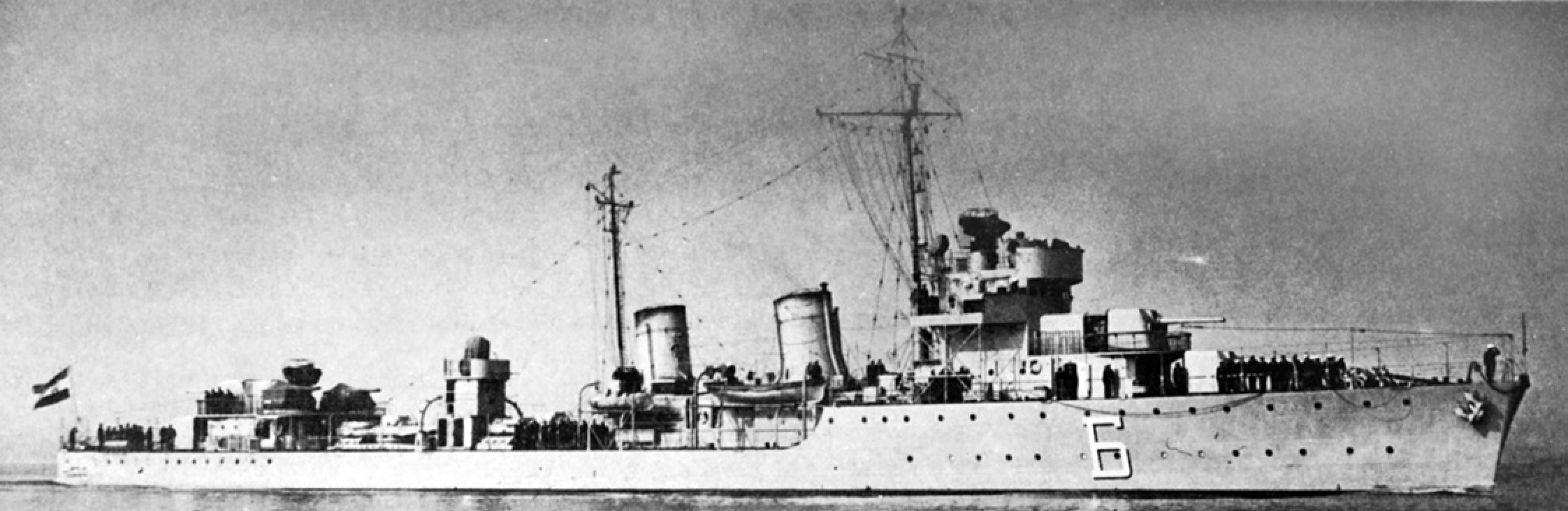
Jagaren Beograd
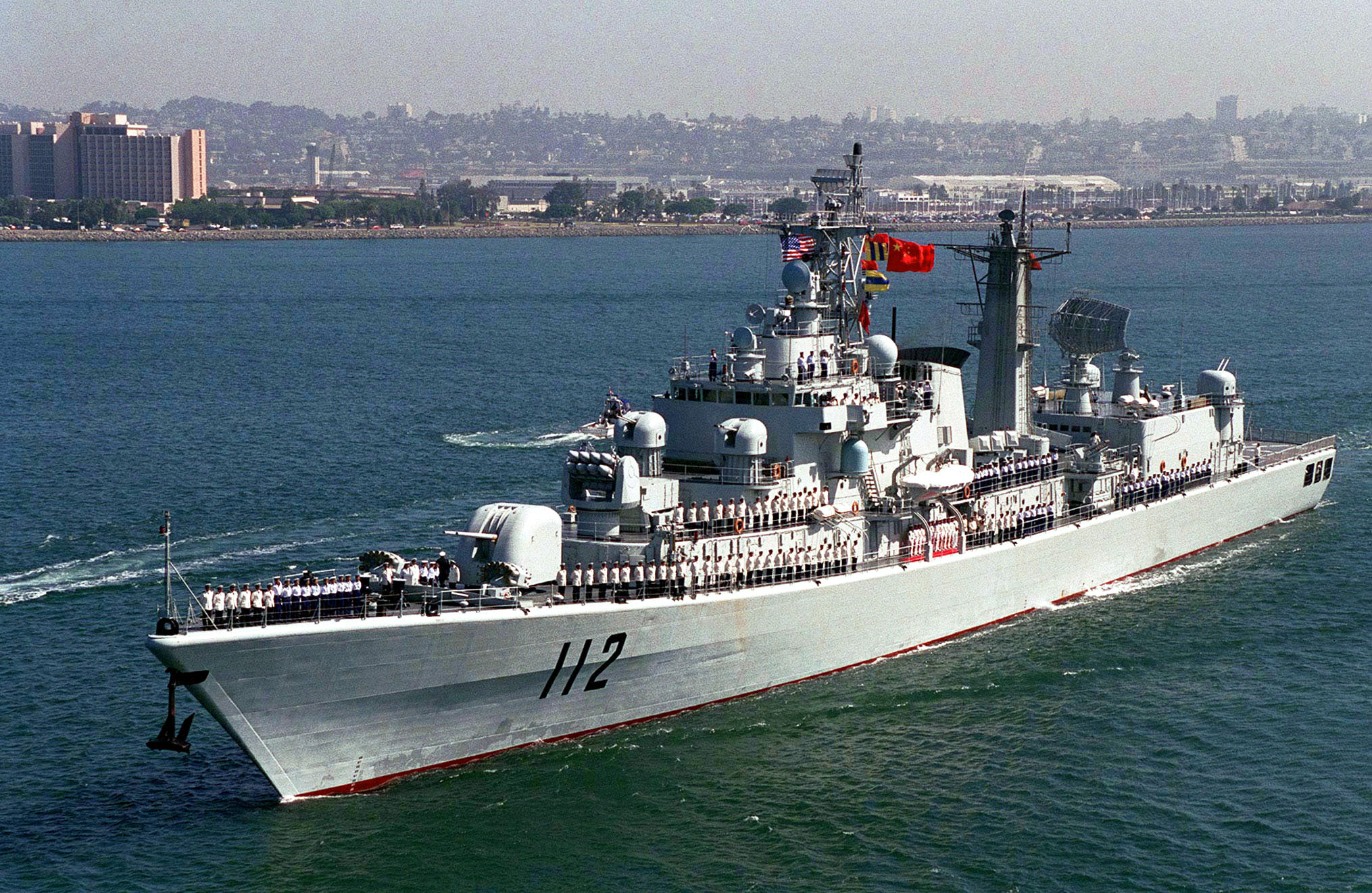
Kinesiska jagaren Haribing (DDG 112)
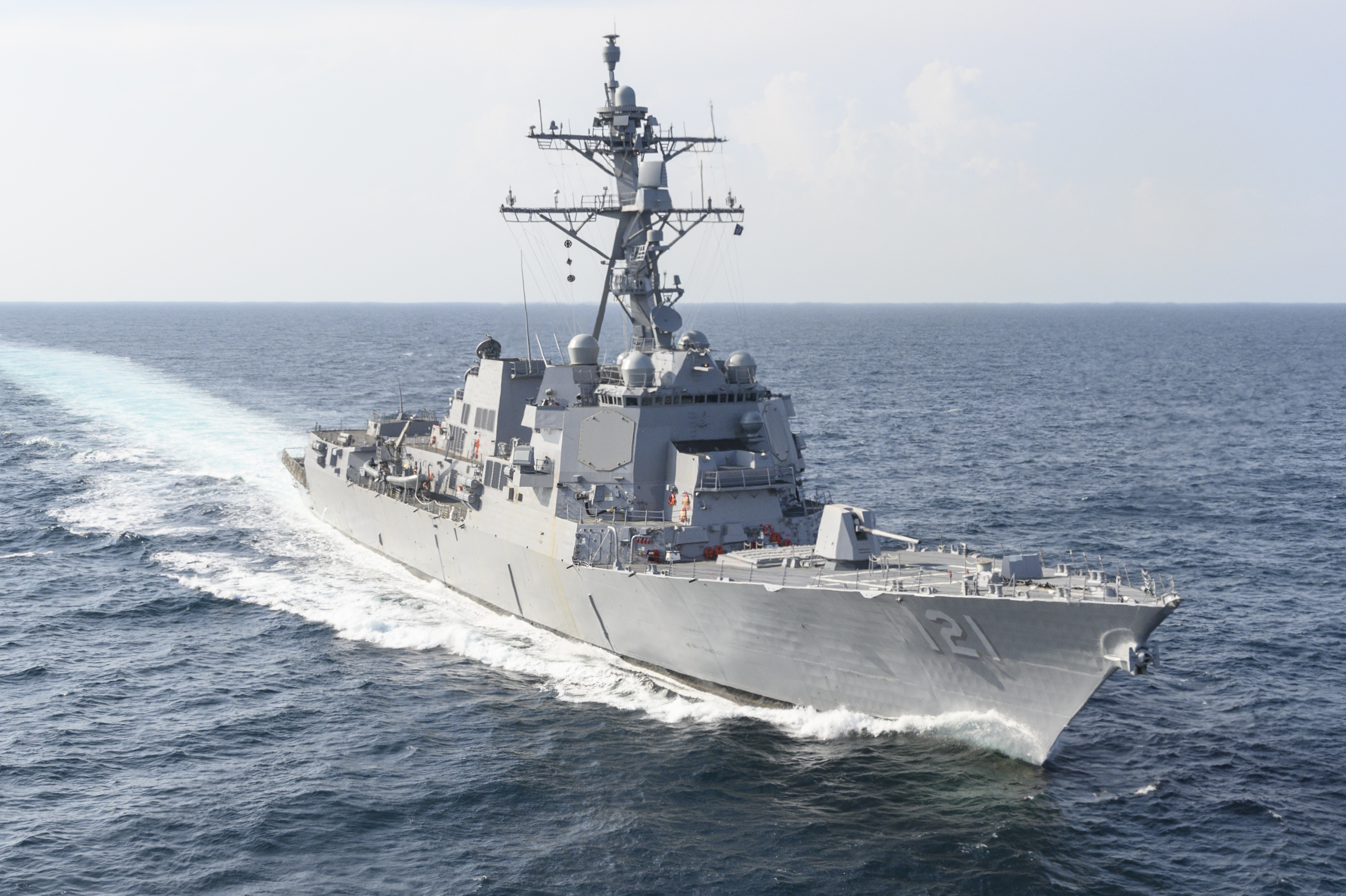
Arleigh Burke-klass